# Alvaradoa subovata
Alvaradoa subovata är en tvåhjärtbladig växtart som beskrevs av Arthur John Cronquist. Alvaradoa subovata ingår i släktet Alvaradoa och familjen Picramniaceae. Inga underarter finns listade.